# Хајланд Вилиџ (Тексас)
Хајланд Вилиџ (енгл. Highland Village) град је у америчкој савезној држави Тексас. По попису становништва из 2010. у њему је живело 15.056 становника.

## Демографија
Према попису становништва из 2010. у граду је живело 15.056 становника, што је 2.883 (23,7%) становника више него 2000. године.
| Група             | 2000.          | 2010.          |
| Белци             | 11.165 (91,7%) | 12.927 (85,9%) |
| Афроамериканци    | 179 (1,5%)     | 389 (2,6%)     |
| Азијати           | 234 (1,9%)     | 468 (3,1%)     |
| Хиспаноамериканци | 421 (3,5%)     | 953 (6,3%)     |
| Укупно            | 12.173         | 15.056         |